# 大興寺 (岐阜県揖斐川町)
大興寺（たいこうじ）は、岐阜県揖斐郡揖斐川町の城台山東麓にある臨済宗妙心寺派の寺院。山号は雲龍山。
揖斐城の築城主、揖斐氏の始祖、大興寺の開基である土岐頼雄の墓があることで知られる。
応安元年（1368年）に揖斐城主であった土岐頼雄が、天龍寺・夢窓疎石の高弟、龍湫周澤を開山として創建する。創建当初は夢窓派（天龍寺）であったが、永徳2年（1382年）に南禅寺・慈聖院（院主・龍湫周澤）の管轄となる。土岐頼雄により多くの寺領の寄進を受けたことが大興寺文書により知られ、室町時代から戦国時代にかけて寺運は盛んであったが、土岐氏の没落と共に衰えた。
戦雲が去った江戸時代の万治元年（1658年）に揖斐領主岡田善政が開基となり、天鱗瑞老和尚を招いて臨済宗妙心寺派の寺院として再興される。その際に寺号を林渓院とするが、宝永6年（1709年）に大興寺に改めている。
宝暦4年（1754年）8月、寺からの願い出を聞き入れた有栖川宮職仁親王から「大興寺」「円通」の2枚の染筆を下賜される。
戦後、各宗各派の仏教僧侶を招いて多くの法話会を催している。
本堂裏手にある大興寺開基・土岐頼雄（大興寺殿前羽州太守定厳祐禅大居士）の墓は、岐阜県の史跡に指定されている。